# 1112년

## 연호
- 북송(北宋) 정화(政和) 2년
- 요(遼) 천경(天慶) 2년
- 일본(日本) 덴에이(天永) 3년
- 서하(西夏) 정관(貞觀) 12년
- 리 왕조(李朝) 호이뜨엉다이카인(會祥大慶) 3년

## 기년
- 북송(北宋) 휘종(徽宗) 12년
- 요(遼) 천조제(天祚帝) 12년
- 고려(高麗) 예종(睿宗) 7년
- 서하(西夏) 숭종(崇宗) 27년
- 리 왕조(李朝) 인종(仁宗) 41년

## 사건
- 혜민국(惠民局)을 설치하여 빈민들의 시약을 담당하게 하였고 이듬해에는 예의상정소를 설치하였다. 또한 이자겸 일파를 견제하기 위해 한안인(韓安仁)을 측근 세력으로 양성하였다.

## 사망
- 안티오키아 공국 섭정 탕크레드